# Résolution 228 du Conseil de sécurité des Nations unies
Membres permanents
- Chine (Taïwan)
- États-Unis
- France
- Royaume-Uni
- URSS

Membres non permanents
- Argentine
- Bulgarie
- Jordanie
- Japon
- Mali
- Pays-Bas
- Nigeria
- Nouvelle-Zélande
- Ouganda
- Uruguay

Résolution no 227 Résolution no 229
La Résolution 228  est une résolution du Conseil de sécurité des Nations unies adoptée le 25 novembre 1966, dans sa 1328e séance, après avoir entendu les déclarations des représentants de la Jordanie et d'Israël, ainsi que d'un rapport du Secrétaire général U Thant concernant l'action militaire, le Conseil a observé que cet incident constituait une action de grande envergure et avait été soigneusement planifié une action militaire contre le territoire jordanien par les forces armées d'Israël.
Le Conseil a déploré la perte de vies et de biens et censuré Israël pour cette violation de la Charte des Nations unies et de la Convention d'armistice général. Le Conseil a souligné à Israël que les actions de représailles militaires ne peuvent pas être tolérée et que si elles sont répétées, le Conseil devrait envisager de nouvelles et plus efficaces mesures pour assurer le respect de cet armistice.

## Vote
La résolution a été approuvée par 14 voix contre zéro.

La Nouvelle-Zélande s'est abstenu.

## Texte
- Résolution 228 Sur fr.wikisource.org
- Résolution 228 Sur en.wikisource.org